# Stazione meteorologica di Macerata
La stazione meteorologica di Macerata è la stazione meteorologica di riferimento per il Servizio meteorologico dell'Aeronautica Militare e per l'Organizzazione meteorologica mondiale relativa alla città di Macerata.

## Coordinate geografiche
La stazione meteorologica si trova nell'Italia centrale, nelle Marche, in provincia di Macerata, nel comune di Macerata, a 342 metri s.l.m..

## Dati climatologici 1951-1980
In base alla media trentennale 1951-1980, non dissimile dalla media di riferimento climatico 1961-1990 dell'Organizzazione meteorologica mondiale ed effettivamente elaborata tra il 1953 e il 1975 (anno della sua dismissione), la temperatura media del mese più freddo, gennaio, si attesta a +4,9 °C; quella del mese più caldo, luglio, è di +23,6 °C.
Le precipitazioni medie annue fanno registrare il valore di 705 mm e sono distribuite mediamente in 96 giorni di pioggia, con minimi relativi in inverno ed estate, picco massimo in autunno e massimo secondario in primavera, pur essendo distribuite piuttosto regolarmente nel corso dell'anno.
L'eliofania assoluta media annua fa registrare il valore di 6,1 ore giornaliere, con minimo di 3,2 ore giornaliere a dicembre e a gennaio e massimo di 10,1 ore giornaliere a luglio; il vento presenta una velocità media annua di 4,2 m/s, con prevalenza di maestrale tra gennaio ed aprile, a luglio, ad agosto e tra ottobre e dicembre, prevalenza di scirocco a maggio e a settembre, prevalenza di levante a giugno..
| Macerata (1951-1980)               | Mesi   | Mesi   | Mesi   | Mesi   | Mesi   | Mesi  | Mesi   | Mesi   | Mesi   | Mesi   | Mesi   | Mesi   | Stagioni | Stagioni | Stagioni | Stagioni | Anno |
| Macerata (1951-1980)               | Gen    | Feb    | Mar    | Apr    | Mag    | Giu   | Lug    | Ago    | Set    | Ott    | Nov    | Dic    | Inv      | Pri      | Est      | Aut      | Anno |
| ---------------------------------- | ------ | ------ | ------ | ------ | ------ | ----- | ------ | ------ | ------ | ------ | ------ | ------ | -------- | -------- | -------- | -------- | ---- |
| T. max. media (°C)                 | 7,2    | 8,8    | 11,5   | 15,7   | 20,7   | 24,8  | 27,6   | 27,5   | 23,5   | 17,8   | 12,9   | 8,8    | 8,3      | 16,0     | 26,6     | 18,1     | 17,2 |
| T. min. media (°C)                 | 2,5    | 3,4    | 5,5    | 8,9    | 13,2   | 16,9  | 19,5   | 19,5   | 16,5   | 12,0   | 8,0    | 4,2    | 3,4      | 9,2      | 18,6     | 12,2     | 10,8 |
| Precipitazioni (mm)                | 49     | 43     | 57     | 62     | 55     | 63    | 48     | 56     | 72     | 66     | 73     | 61     | 153      | 174      | 167      | 211      | 705  |
| Giorni di pioggia                  | 8      | 8      | 9      | 9      | 8      | 8     | 5      | 7      | 7      | 8      | 9      | 10     | 26       | 26       | 20       | 24       | 96   |
| Eliofania assoluta (ore al giorno) | 3,2    | 3,9    | 4,8    | 6,2    | 7,8    | 8,7   | 10,1   | 8,8    | 7,2    | 5,5    | 3,7    | 3,2    | 3,4      | 6,3      | 9,2      | 5,5      | 6,1  |
| Vento (direzione-m/s)              | NW 4,6 | NW 4,4 | NW 4,5 | NW 4,3 | SE 4,1 | E 4,1 | NW 4,1 | NW 3,8 | SE 3,7 | NW 3,8 | NW 4,1 | NW 4,5 | 4,5      | 4,3      | 4,0      | 3,9      | 4,2  |